# Don't Go Breaking My Heart (film)
Don't Go Breaking My Heart (單身男女T, 单身男女S, Dān Shēn Nán NǚP) è un film del 2011 diretto da Johnnie To e Wai Ka-Fai, interpretato da Louis Koo, Daniel Wu e Gao Yuanyuan.